# Янтинови
Янтиновите (Janthinidae) са семейство коремоноги от разред Neotaenioglossa.
Таксонът е описан за пръв път от Тиъдър Гил през 1871 година.

## Родове
- Janthina – Лилави морски охлюви
- Recluzia